# ألينا سلطانا
ألينا سلطانا (بالبنغالية: এলিনা সুলতানা) هي لاعبة كرة الريشة بنغلاديشية، ولدت في 3 ديسمبر 1984 في خولنا في بنغلاديش.

## وصلات خارجية
- ألينا سلطانا على موقع BWF.tournamentsoftware.com (الإنجليزية)
- ألينا سلطانا على موقع BWFbadminton.com (الإنجليزية)